# Enrique Villegas Encalada

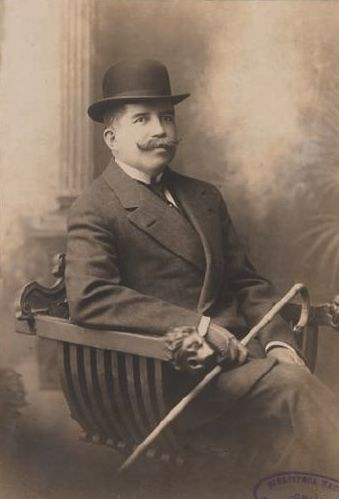
Enrique Villegas Encalada

Enrique Villegas Encalada (Quillota, Chile, 15 de julio de 1839-Viña del Mar, Chile, 14 de julio de 1916) fue un empresario, minero y político chileno. Hijo de Francisco Villegas y Úrsula Encalada y Gaete. Casado con Filomena Echiburú.
Desde pequeño se dedicó a las negociaciones mineras de su familia y labró una gran fortuna. Trabajó en el mineral de Chañarcillo y luego se incorporó a la firma minera Escobar, Ossa y Compañía, llegando a ser representante general de la empresa.
Se trasladó al mineral de Caracoles (1863), tomando de inmediato puestos de importante relevancia comercial.
Ante la tensión de la zona salitrera en el norte antes del conflicto de 1879, tomó posición por los intereses chilenos y en 1872 el gobierno le nombró cónsul chileno en Antofagasta.
Formó la Sociedad Patria, cuyo objetivo era defender y amparar en los tribunales bolivianos a los ciudadanos chilenos que habían descubierto esa región y la habían hecho progresar con su esfuerzo, inversión y trabajo. Formó también el tribunal arbitral para juzgar las dificultades entre chileno. Estas luchas le valieron el desconocimiento del gobierno boliviano como representante chileno.

## Actividades políticas
- Delegado de Caracoles (1880).
- Diputado por Antofagasta (1888-1891), integrante de la comisión permanente de Guerra y Marina.
- Intendente de Antofagasta (1889).
- Defensor del gobierno de José Manuel Balmaceda, tras la derrota se volvió al norte donde organizó el Partido Liberal Democrático.
- Diputado por Tarapacá y Pisagua (1894-1897), figuró en la comisión de Gobierno y Relaciones Exteriores.
- Ministro de Hacienda (noviembre de 1901-mayo de 1902).
- Ministro de Industria y Obras Públicas (1905).
- Senador por Aconcagua (1906-1912), miembro de la comisión permanente de Industria y Obras Públicas.